# Jelena Vinogradova
Jelena Vinogradova (rusko Елена Виноградова), ruska atletinja, * 28. marec 1964, Sovjetska zveza.
Ni nastopila na poletnih olimpijskih igrah. Na svetovnih prvenstvih je osvojila srebrno medaljo v štafeti 4x100 m leta 1991, na evropskih prvenstvih pa srebrno medaljo v štafeti 4x400 m leta 1990.